# Đình (Á Đông)

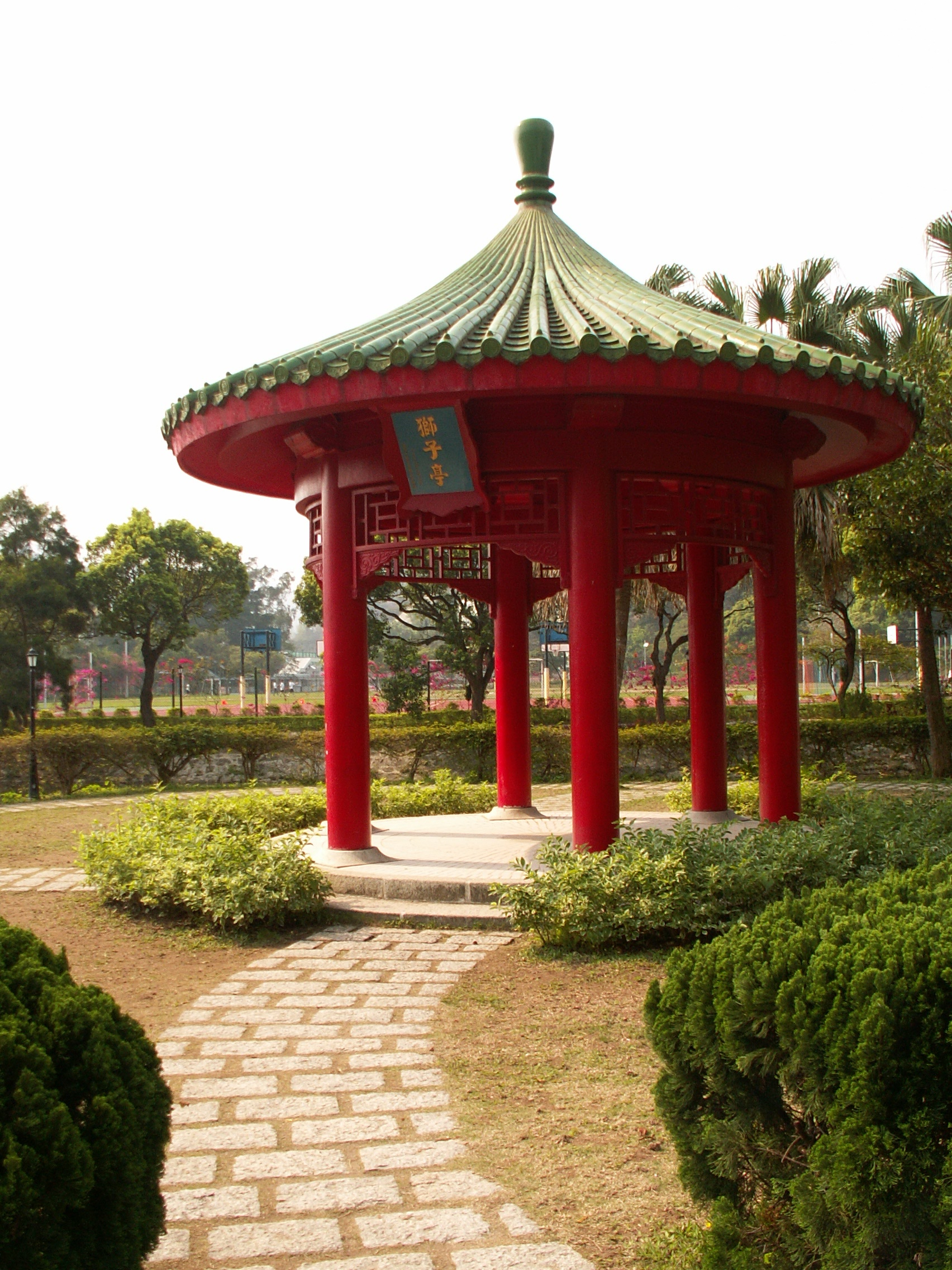
Đình tròn tại CUHK, Hồng Kông

Đình (Chữ Hán: 亭; bính âm: tíng) là một công trình xuất phát từ kiến trúc cổ truyền Trung Quốc, không có tường bao quanh, và thường có dạng vuông, chữ nhật, lục giác, bát giác hoặc tròn. Tuy nhiên, cũng có các đình với kiến trúc bất thường, như đình Song Hoàn Vạn Thọ tại Thiên Đàn ở Bắc Kinh.
Thông thường, đình là nơi che nắng mưa hoặc để nghỉ ngơi tại các nơi công cộng như công viên, vườn cảnh, đền, chùa... Các kiến trúc tương tự như đình và được xây dựng trên mặt nước hay sát cạnh mặt nước thì được gọi là thủy đình hay thủy tạ. Vọng đình là chòi canh dùng để quan sát.

## Trung Quốc

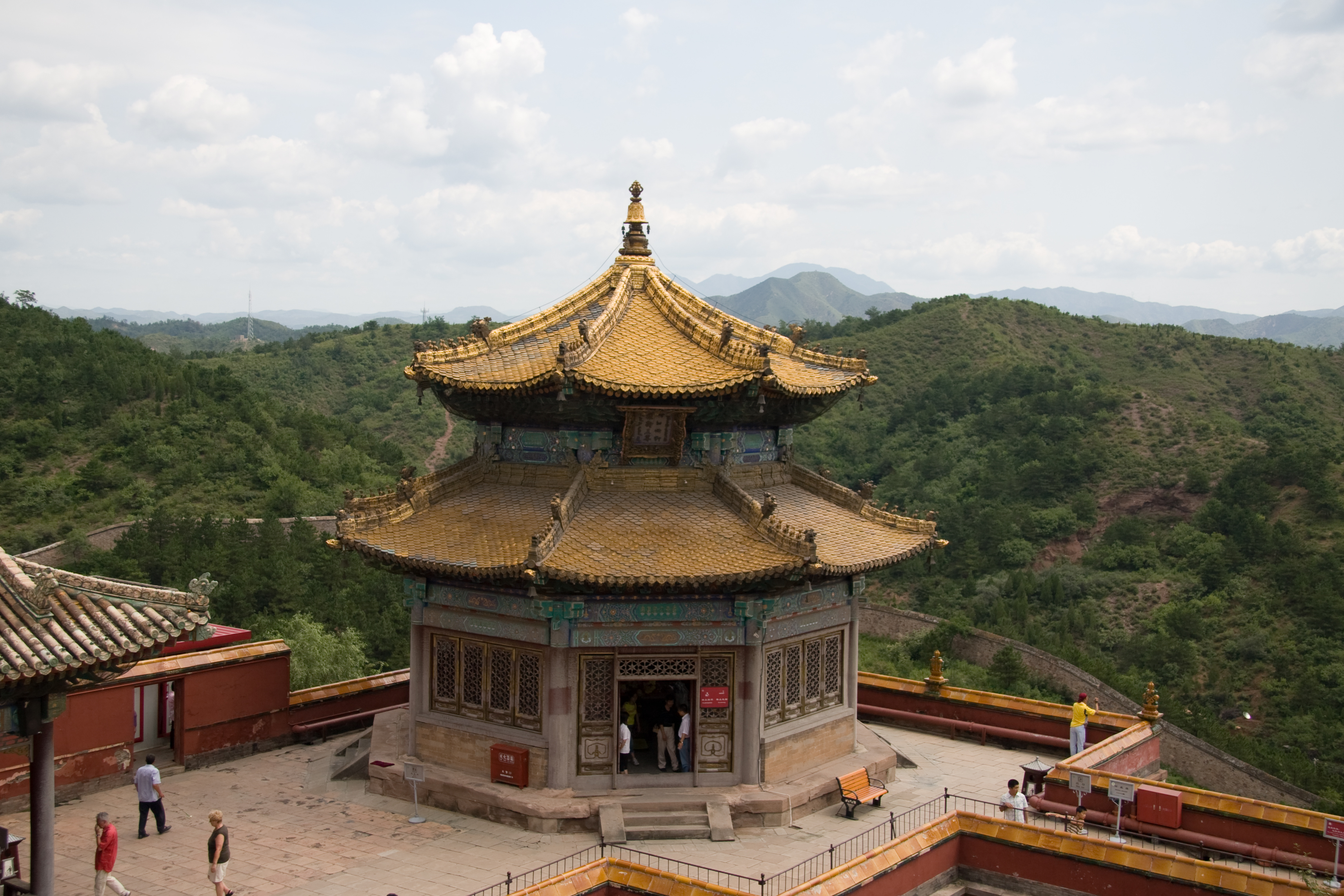
Đình mái ngói vàng trên nóc tòa sảnh đường chính của miếu Phổ Đà Tông Thừa gần Thừa Đức, xây năm 1767-1771 thời kỳ trị vì của hoàng đế Càn Long.

Đình được biết là từng được xây dựng vào thời nhà Chu (1046–256 TCN), mặc dù hiện nay không còn dấu tích của các loại đình thời kỳ này. Sử dụng đầu tiên của chữ Hán để ghi lại âm đình có niên đại tới thời kỳ Xuân Thu (722–481 TCN) và Chiến Quốc (403–221 TCN). Trong thời kỳ nhà Hán (202 TCN–220) đình được sử dụng làm tháp canh cũng như công sở của chính quyền địa phương. Các công trình xây dựng nhiều tầng này có ít nhất một sàn không có tường bao quanh để cho phép quan sát đủ bốn phía xung quanh.
Trong thời kỳ nhà Tùy (581–618) và nhà Đường (618–907) thì các quan lại và các học giả giàu có đã cho xây dựng đình, tạ trong vườn thuộc khu nhà riêng của họ. Trong thời kỳ này thì chức năng của đình, tạ đã dịch chuyển từ thực tiễn sang thẩm mỹ. Các loại đình, tạ là nơi để nghỉ ngơi, ngắm cảnh và tự bản thân chúng cũng trở thành một phần của cảnh quan, do chúng cũng là các công trình xây dựng có sức hấp dẫn. Nhiều bức tranh cảnh quan thủy mặc thời nhà Tống (960–1279) vẽ các loại đình, tạ cô độc của các học giả ẩn cư trong khu vực núi non. Dưới ảnh hưởng của phong cách sống mộc mạc thôn dã của các học giả này thì các loại vật liệu như tre, cỏ và gỗ cũng được sử dụng, thay vì đá như trước đây.

## Việt Nam
Việt Nam cũng có những công trình mang đặc điểm, tính năng như trên. Chẳng hạn trong khu vực Đền Đô, có thủy đình là nơi thưởng thức múa rối nước và hát quan họ.
Có tài liệu cho rằng đình nguyên thủy tại Việt Nam ra đời ở Bắc Bộ vào thời nhà Trần, ban đầu chủ yếu làm chỗ nghỉ của nhà vua khi đi thị sát dân tình, về sau mới dùng làm nơi thờ thành hoàng và họp việc làng, trở thành một công trình mang đặc thù riêng của Việt Nam.

## Hình ảnh

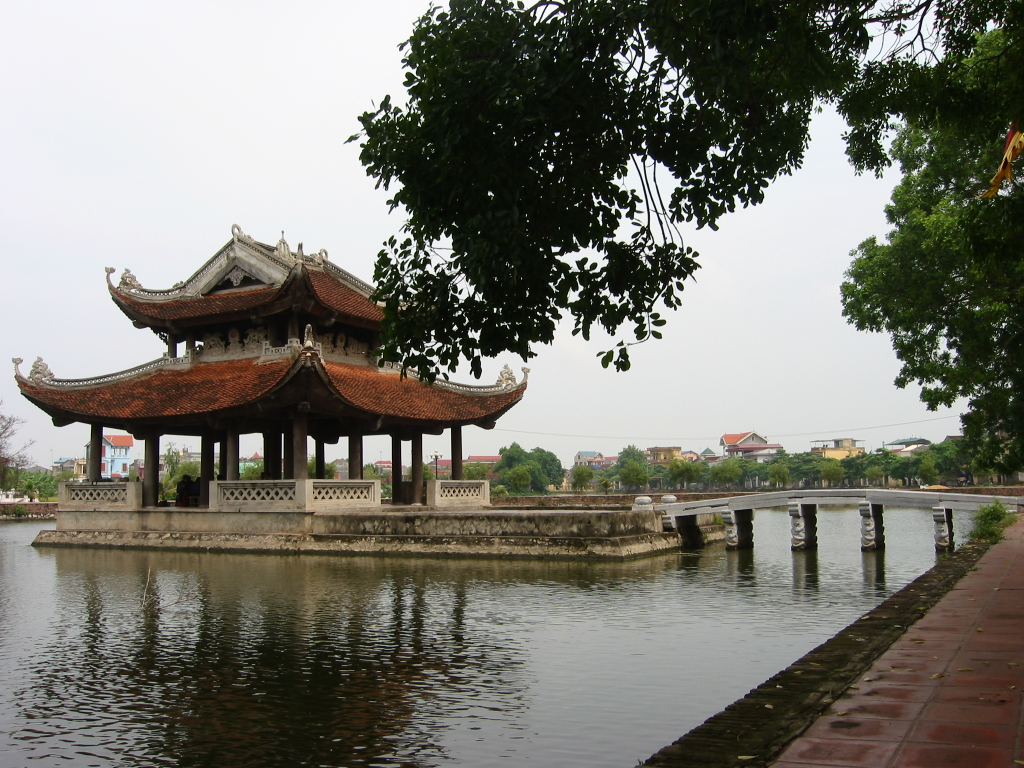
Thủy đình tại đền Lý Bát Đế (Bắc Ninh).
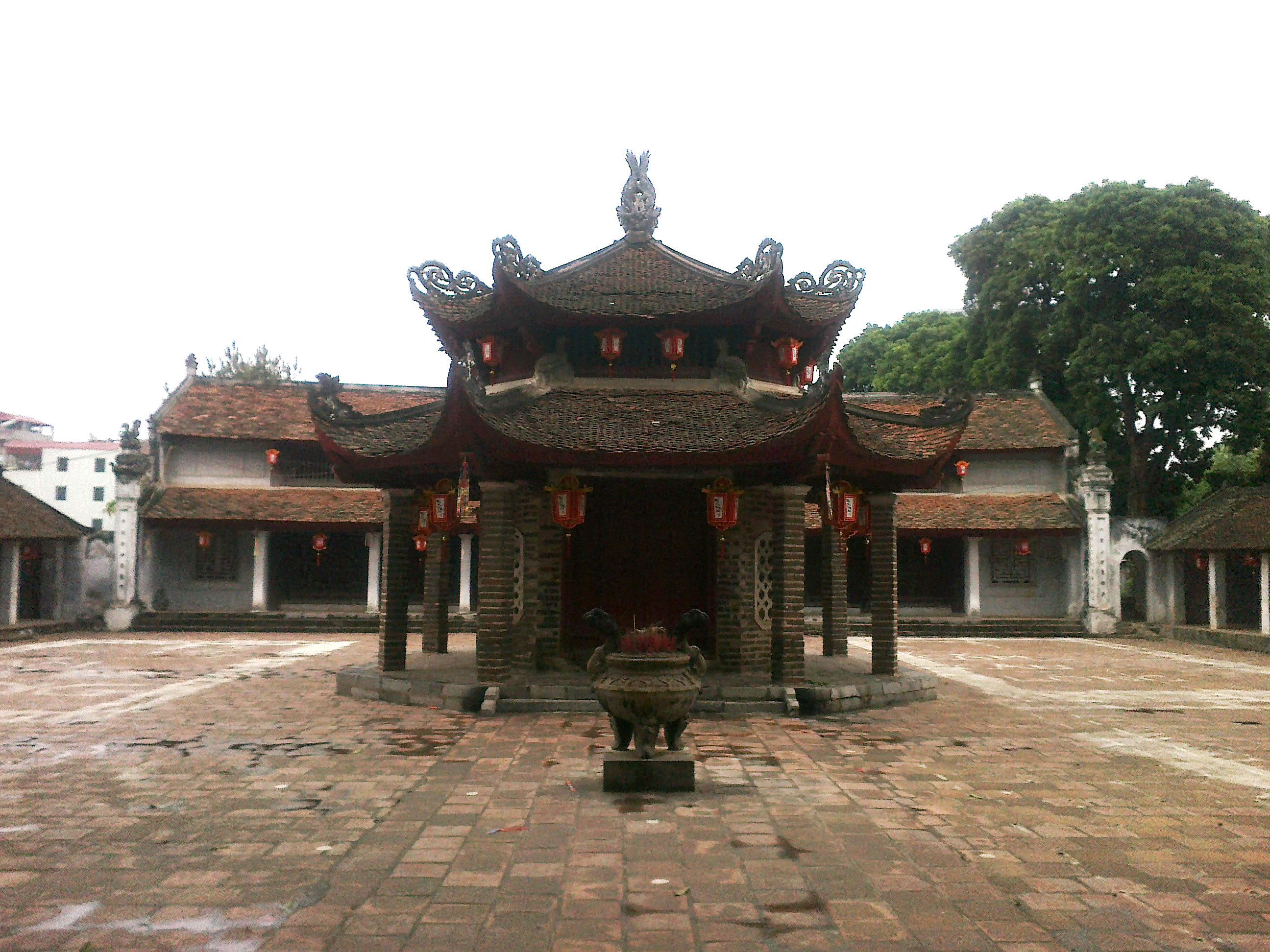
Nhà bát giác phía trước chính điện chùa Láng (Hà Nội).
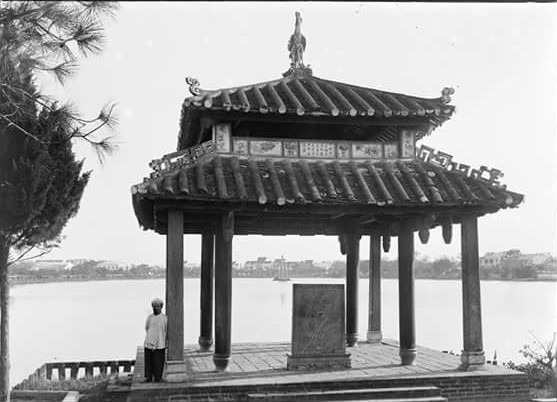
Đình Trấn Ba trong khuôn viên Đền Ngọc Sơn (Hà Nội) năm 1896.
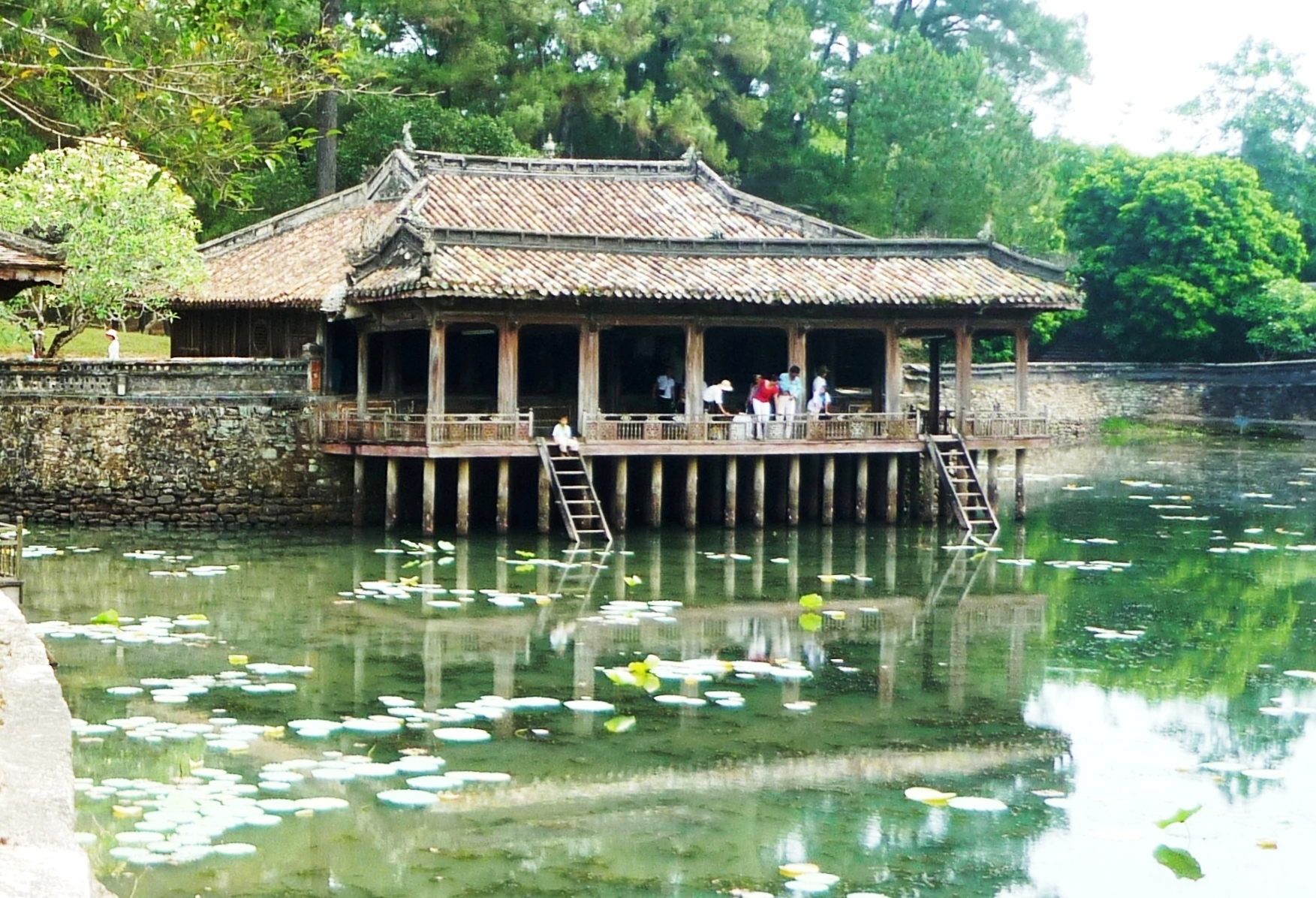
Xung Khiêm tạ trong khuôn viên lăng Tự Đức (Thừa Thiên - Huế).
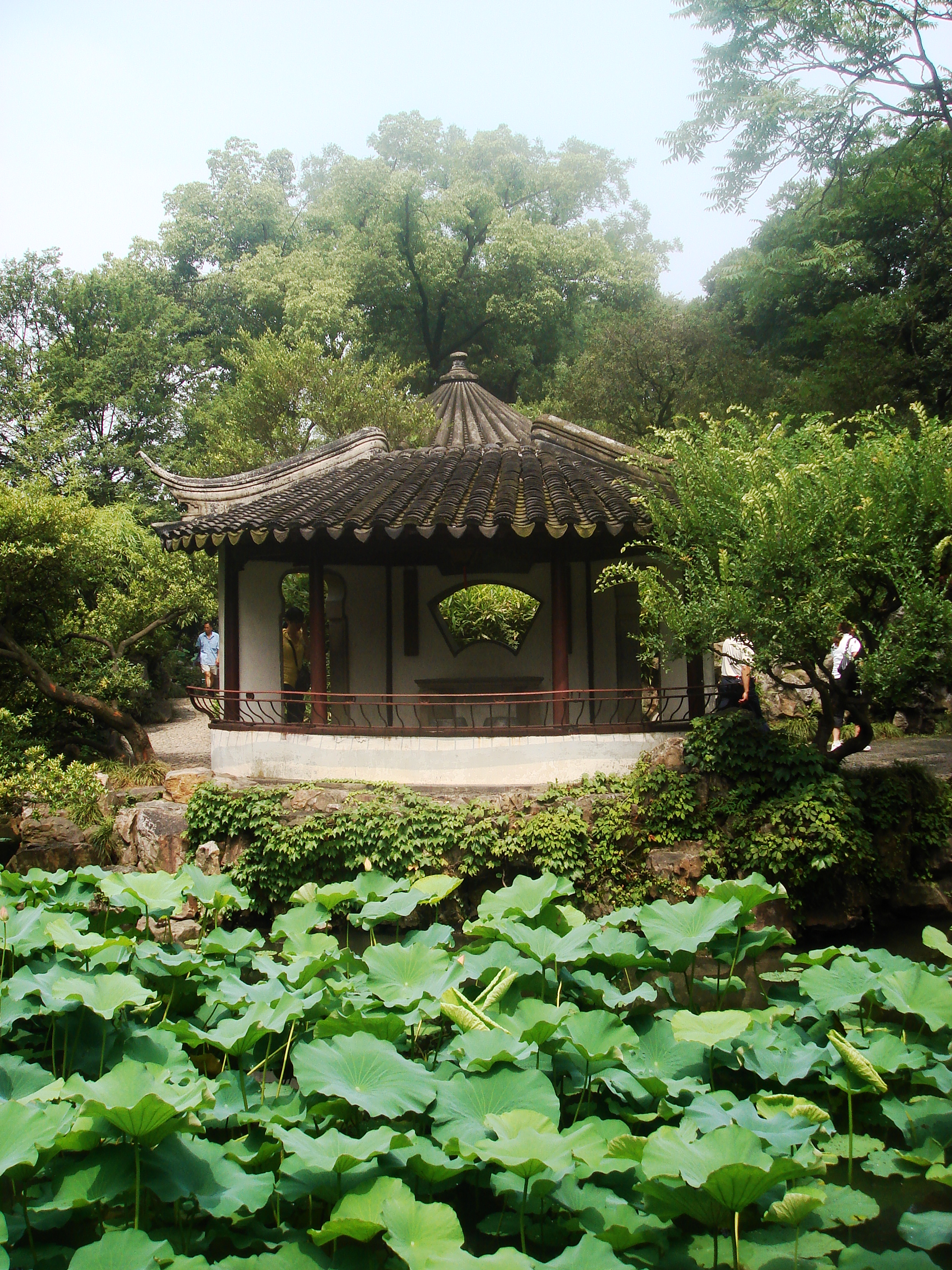
Đình tại Chuyết Chính viên ở Tô Châu.
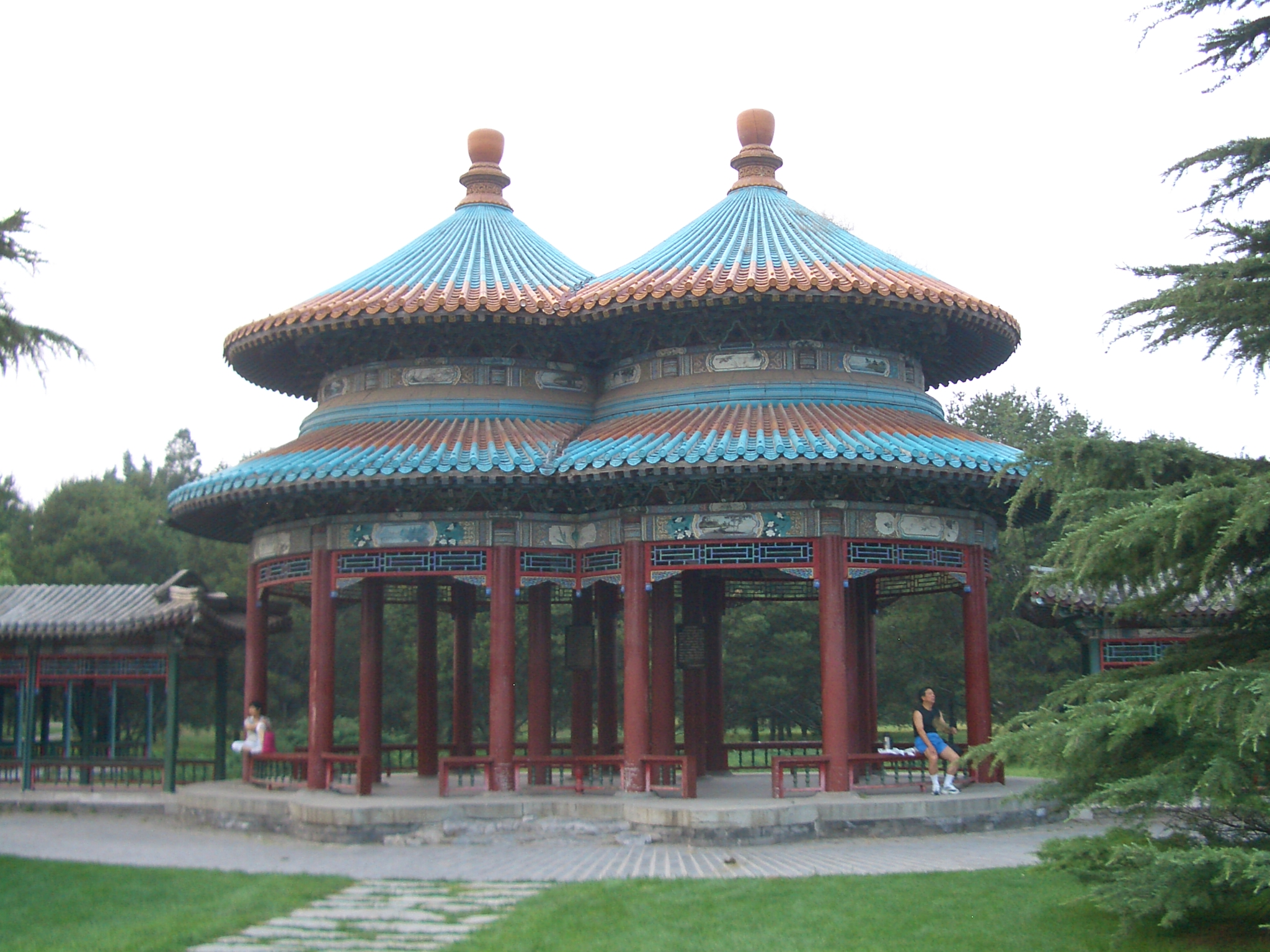
Đình Song Hoàn Vạn Thọ.